# Idalus ochracea
Idalus ochracea là một loài bướm đêm thuộc phân họ Arctiinae, họ Erebidae.